# Västergötlands runinskrifter 121
Västergötlands runinskrifter 121 är en nu försvunnen medeltida runristad kistlocksformad gravhäll som funnits på Sparlösa kyrkogård, Sparlösa socken och Vara kommun. Ristningens början var förstörd redan på 1600-talet, då stenen avbildades. Den förstörda delen av inskriften bör ha innehållit information om den dödes namn. Stenen har eftersökts utan att återfinnas.

## Inskriften
Translitterering av runraden:
[...m...t...æsæiaæ... ¶ hans · sæl · haui · himinflæþi · æmæn ·]
Normalisering till äldre fornsvenska:
... Hans sal hafi himinglæði. Amen.
Översättning till nusvenska:
... Hans själ må ha himlens glädje. Amen.